# John LeCompt
 (août 2007).
Si vous disposez d'ouvrages ou d'articles de référence ou si vous connaissez des sites web de qualité traitant du thème abordé ici, merci de compléter l'article en donnant les références utiles à sa vérifiabilité et en les liant à la section « Notes et références ».
John LeCompt (né le 10 mars 1973 à Little Rock, Arkansas) est un guitariste américain. Il a fait partie de nombreux groupes, connus ou moins connus, et notamment d'Evanescence. Il est aujourd'hui marié et a une fille et un petit garçon.
Avec son complice Rocky Gray (Ex-batteur d'Evanescence), il joue parallèlement dans un groupe au chant et à la guitare, Mourningside, tout en participant activement au projet Future Leaders of the World, devenu Machina depuis, et le groupe Burnt Offerings qu'il a monté avec son frère Jimmy. Il a ainsi enregistré l'équivalent de trois albums.
John a été exclu d'Evanescence par Amy Lee, chanteuse du groupe. 
Cette réaction a ensuite entraîné le départ de Rocky Gray, alors batteur du groupe.